# Agnieszka Lingas-Łoniewska
Agnieszka Lingas-Łoniewska (ur. 14 listopada 1972 w Wałbrzychu) – polska pisarka głównie powieści obyczajowych.

## Życiorys
Z wykształcenia jest polonistką. Na rynku wydawniczym zadebiutowała powieścią „Bez przebaczenia“. Pisze książki przede wszystkim dla kobiet, obyczajowe i łączące sensację z romansem, a także historie z elementami nadprzyrodzonymi, które można zaliczyć do fantastyki (np. Obrońca nocy). Jest założycielką i prowadzi portal „Czytajmy polskich Autorów“. W 2012 została członkinią Stowarzyszenia Autorów Polskich oddział Wrocław. Od 2017 jest członkiem Kapituły Literackiego Debiutu Roku.

## Książki
- Bez przebaczenia, Wydawnictwo Novae Res, data wydania: 2010.
- Brudny świat, Wydawnictwo Novae Res, data wydania: 2010.
- Zakręty losu, Wydawnictwo Novae Res, data wydania: 2010.
- Szósty, Wydawnictwo Replika, data wydania: 2010; kryminał.
- Zakład o miłość, Wydawnictwo Novae Res, data wydania: 2011.
- Zakręty losu. Braterstwo krwi, Wydawnictwo Novae Res, data wydania: 2012.
- Zakręty losu. Historia Lucasa, Wydawnictwo Novae Res, data wydania: 2012.
- W zapomnieniu, Wydawnictwo Novae Res, data wydania: 2012.
- W szpilkach od Manolo, Wydawnictwo Novae Res, data wydania: 2013.
- Obrońca nocy, Wydawnictwo Novae Res, data wydania: 2013.
- Łatwopalni, Wydawnictwo Filia, data wydania: 2013.
- Przebudzenie, Wydawnictwo Filia, data wydania: 2014.
- Szukaj mnie wśród lawendy. Zuzanna, Wydawnictwo Novae Res, data wydania: 2014.
- Wybaczenie, Wydawnictwo Novae Res, data wydania: 2014.
- Myśli moje swobodne, Wydawnictwo Novae Res, data wydania: 2015.
- Skazani na ból, Wydawnictwo Novae Res, data wydania: 2015.
- Szukaj mnie wśród lawendy. Zofia, Wydawnictwo Novae Res, data wydania: 2015[9].
- Szukaj mnie wśród lawendy. Gabriela, Wydawnictwo Novae Res, data wydania: 2015.
- Jesteś moja dzikusko, Wydawnictwo Novae Res, data wydania: 2016.
- Piętno Midasa, Wydawnictwo Novae Res, data wydania: 2016.
- Zakręty losu: Nowe pokolenie, Wydawnictwo Novae Res, data wydania: 2016.
- Zbrodnie pozamałżeńskie, Wydawnictwo Novae Res, data wydania: 2016, współautor Daniel Koziarski[10], thriller.
- Boys from Hell, Wydawnictwo Novae Res, data wydania: 2017[11].
- Wszystko wina kota!, Wydawnictwo Novae Res, data wydania: 2017[12].
- W szponach szaleństwa, Wydawnictwo Novae Res, data wydania: 2017[13], thriller.
- Pensjonat pod świerkiem, Wydawnictwo Novae Res, data wydania: 2017, współautorzy: Magdalena Knedler, Adrian Bednarek, Jolanta Kosowska, Nina Reichter, Daniel Koziarski, Anna Kasiuk, Anna Szafrańska[14].
- Szósty. Po latach, Wydawnictwo Novae Res, data wydania: 2018; kryminał.
- Przytulajka, Wydawnictwo Czarna Strona, data wydania: 2018, współautorzy: Agnieszka Krawczyk, Małgorzata Kalicińska, Karolina Wilczyńska, Agata Przybyłek, Natalia Sońska, Agnieszka Lis, Agnieszka Olejnik, Joanna Szarańska, Magdalena Wala, Izabela M. Krasińska, Joanna Gawrych-Skrzypczak, Małgorzata Mroczkowska[15].
- Kiedy zniknę, Wydawnictwo Novae Res, data wydania: 2018.
- Kiedy wrócę, Wydawnictwo Novae Res, data wydania: 2018.
- Klub niewiernych, Wydawnictwo Novae Res, data wydania: 2018, współautor Daniel Koziarski; thriller.
- Zabójczy pocisk. Polska krew Antologia opowiadań kryminalnych, Skarpa Warszawska, data wydania: 2018.
- Pierwsza miłość Antologia opowiadań, Wydawnictwo Czwarta Strona, data wydania: styczeń 2019.
- Zakochane Trójmiasto Antologia opowiadań, Wydawnictwo Novae Res, data wydania: styczeń 2019.
- Randka z Hugo Bosym, Wydawnictwo Burda Książki, data wydania: luty 2019.
- Bezlitosna siła. Kastor, Wydawnictwo Burda Książki, data wydania: czerwiec 2019.
- Ludzie potrafią latać – antologia opowiadań, Wydawnictwo Novae Res, data wydanie: 11.09.2019.
- Bezlitosna siła. Polluks, Wydawnictwo Burda Książki, data wydania: 18.09.2019.
- Tylko raz w roku, Wydawnictwo Burda Książki, data wydania: 30.10.2019.
- Bezlitosna siła. Saturn, Wydawnictwo Burda Książki, 15.01.2020.
- Bez pożegnania, Wydawnictwo Burda Książki, marzec 2020.
- Kolacja z Tiffanym, Wydawnictwo Burda Książki, czerwiec 2020.
- Miłość z widokiem na morze, Antologia opowiadań, Muza, czerwiec 2020.
- Bezlitosna siła. Mars, lipiec, 2020.
- Gorące lato, Antologia opowiadań, Akurat, lipiec 2020.
- Mazurskie lato, Antologia opowiadań, Filia, lipiec 2020.
- Siła honoru, Burda Książki, wrzesień 2020 (ps. Linda Szańska).
- Molly, Burda Książki, październik 2020.
- Ps. I życzę ci dużo miłości - antologia opowiadań, Muza, październik 2020.
- Niegrzeczne święta, Antologia, Wydawnictwo Kobiece, listopad 2020.
- Obiad z Bondem, Burda Książki, styczeń 2021.
- Rozpalone zmysły, Antologia opowiadań, Amare, luty 2021.
- Bezlitosna siła. Revenge, Burda Książki, marzec 2021.
- Siła przetrwania, Wydawnictwo Słowne, kwiecień 2021 (ps. Linda Szańska).
- Przyjdę, gdy zaśniesz, Wydawnictwo słowne, maj 2021, thriller.
- Teraz cię rozumiem, mamo, Antologia opowiadań, Muza, maj 2021.
- Zakochane Zakopane latem, 06.2021, Wydawnictwo Filia.
- Gdyby miało nie być jutra, 07,2021, Wydawnictwo Słowne.
- Zasypani zakochani, 10,2021, Wydawnictwo Słowne.
- Miłość na horyzoncie, 11,2021, Wydawnictwo Zwierciadło.
- Niezapowiedziany gość, 11,2021, Wydawnictwo Muza.
- Śniadanie z Arsenem, 01,2022, Wydawnictwo Słowne.
- Gangsta Paradise. Reno, 02,2022, Wydawnictwo JakBook.
- Kiedy budzą się motyle, 04,2022, Wydawnictwo Zwierciadło.
- Siła miłości, 04,2022, Wydawnictwo Słowne.
- Bezlitosna siła. Nicolas, tom VI, 06,2022, Wydawnictwo Słowne.
- Zbuntowani. Dziewczyna z ogrodu, tom I, 06,2022, Wydawnictwo JakBook.
- Zbuntowani, Chłopak znikąd, tom. II,  06,2022, Wydawnictwo JakBook.
- Zbuntowani, Tych dwoje, tom III,  06,2022, Wydawnictwo JakBook.
- Gangsta Paradise. Katan, 07,2022, Wydawnictwo JakBook.
- Kolory życia. Opowieści niosące nadzieję, 07,2022, Wydawnictwo Zwierciadło.
- Gdzie moje Love story, 10,2022, Wydawnictwo Słowne.
- Gangsta Paradise. Pako, 10,2022, Wydawnictwo JakBook.
- Tamto lato, 03,2023, Wydawnictwo Luna.
- Gangsta Paradise. Początek, 03,2023, Wydawnictwo JakBook.
- Piekło Florencji, 11.2023 Wydawnictwo Jakbook.
- Armin, 02.2024 Wydawnictwo Luna.
- Siła życia, 03.2024 Wydawnictwo Jakbook.
- Piorun, 06.2024 Wydawnictwo Jakbook.
- Siła zemsty, 08.2024 Wydawnictwo Jakbook.

## Nagrody i wyróżnienia
- laureatka konkursu (II miejsce) na kryminalne opowiadanie z Dolnym Śląskiem w tle[7].
- W 2012 otrzymała Żelazny Glejt Ambasadora Krakowskich Targów Książki[7].
- W 2013 jej książka Łatwopalni została wyróżniona w plebiscycie portalu Granice.pl mianem najlepszej książki na Jesień 2013[16].
- W 2016 zajęła II miejsce w Plebiscycie „Gazety Wrocławskiej“ Kobieta Wpływowa[17].
- Nominacja serialu audio książki Molly do nagrody Best Audio EmpikGo, 2020.
- Książka Przyjdę, gdy zaśniesz – Najlepszy Thriller roku 2021, Portal Granice.pl[18].
- Nominacja książki Gdyby miało nie być jutra do nagrody Best Audio EmpikGo 2021.